# Stenodyneriellus montanus
Stenodyneriellus montanus är en stekelart som beskrevs av Giordani Soika 1995. Stenodyneriellus montanus ingår i släktet Stenodyneriellus och familjen Eumenidae. Inga underarter finns listade i Catalogue of Life.